# Верхняя Коржа
Верхняя Коржа — река в России, протекает в Ненецком автономном округе. Приток Печоры, устье реки находится в 7 км по правому берегу протоки Куйский Шар. Длина реки составляет 12 км.

## Данные водного реестра
По данным государственного водного реестра России относится к Двинско-Печорскому бассейновому округу, водохозяйственный участок реки — Печора от водомерного поста Усть-Цильма и до устья, речной подбассейн реки — бассейны притоков Печоры ниже впадения Усы. Речной бассейн реки — Печора.
Код объекта в государственном водном реестре — 03050300212103000084701.